# Walter Gronemann
Walter Gronemann (* 18. April 1926 in Hörde; † 22. Juni 1996 in Brünninghausen) war ein deutscher Schriftsteller.
Gronemann nahm am Zweiten Weltkrieg teil. Nach der Gefangenschaft machte er eine Lehre zum Industriekaufmann. Von 1965 bis 1989 war er Bibliotheksangestellter der Universitätsbibliothek Dortmund. Er befasste sich unter anderem mit der regionalen Geschichte seiner Heimat und schrieb Geschichten für Kinder.

## Schriften
- Geheime Freundschaft, Colmar/Fribourg: Alsatia 1960
- Fröhlicher Auftakt. Erzählung, Stuttgart: Quell 1964
- Glocken wachsen nicht auf Bäumen, München: Schneider 1965
- Räuberhauptmann Piepenbrink, München: Schneider 1967
- Fünf Kinder und ein großer Bagger, München: Schneider 1969
- Kleine Geschichte der Stadt Hörde, Dortmund: Stadtsparkasse 1974
- Ich mach’ die Welt ein bißchen bunter, Reutlingen: Enßlin & Laiblin 1978
- Wir kommen von der Presse, Reutlingen: Enßlin & Laiblin 1980
- Kleine Geschichte des Amtes Lünen zu Kirchderne, Dortmund: Stadtsparkasse 1980
- Das lassen wir uns nicht gefallen, Reutlingen: Enßlin & Laiblin 1983
- Knusper Rotpelz kommt zurück und andere Tiergeschichten und Gedichte, Reutlingen: Enßlin & Laiblin 1983
- Kleine Geschichte des Amtes Wellinghofen, Dortmund: Stadtsparkasse 1983
- Kleine Geschichte der Ämter Barop und Kirchhörde, Dortmund: Stadtsparkasse  1987
- Auf dem Weg durch die Zeiten. Aus der Geschichte der Evangelischen Kirchengemeinde Hörde, Dortmund: Evangelische Kirchengemeinde Hörde 1989
- Kleine Geschichte der Stadt Hörde, Dortmund: Stadtsparkasse 1991
- Das Dortmunder Sagenbuch. Sagen, Legenden und sagenhafte Geschichten nacherzählt, Bottrop: Pomp 1994
- Das Märchen von der Reise zur Sonne, Berlin: Frieling 1996.